# Isaac Comneno (sebastocrátor)
Isaac Comneno Vatatzés (en griego: Ἰσαάκιος Κομνηνός Βατάτζης; fallecido en 1196) fue un aristócrata y militar bizantino, comandante y yerno del emperador Alejo III Ángelo y que llegó a alcanzar el título de sebastocrátor.

## Vida
Isaac Comneno Vatatzés era el hijo menor de Alejo Vatatzés, hijo del general Teodoro Vatatzés y la princesa porfirogéneta Eudoxia Comneno, hija del emperador Juan II Comneno, y de Irene de Hungría. La pareja se casó alrededor de 1158, por iniciativa del emperador Manuel I Comneno.
En 1190, Isaac participó en la campaña para sofocar la rebelión de Asen y Pedro, en el que tomaron parte valacos y búlgaros en los Balcanes. Junto con Manuel Camitzes, dirigió la vanguardia del ejército imperial, mientras que el emperador Isaac II Ángelo y su hermano Alejo (el futuro Alejo III Ángelo) mandaban el cuerpo principal y el sebastocrátor Juan Ducas dirigía la retaguardia. Durante su retirada a través de pasos estrechos, los búlgaros permitieron el paso de la vanguardia, para luego atacarlos y ponerlos en fuga.
En esa misma época, Isaac contrajo matrimonio con Ana Comneno Ángelo, segunda hija de Alejo Ángelo. Cuando Alejo derrocó a su hermano en 1195 y se convirtió en emperador, Isaac, como su yerno, lo acompañó durante su coronación. Fue posiblemente en esta época cuando fue promovido al rango de sebastocrátor, en consonancia con su parentesco con el nuevo emperador.
En verano de 1195, los rebeldes búlgaros atacaron la región de Serres, y capturaron al comandante bizantino, Alejo Aspieta. Isaac fue encargado de liderar la campaña de respuesta. Según el cronista contemporáneo, Nicetas Coniata, los rebeldes intentaron inicialmente evitar el enfrentamiento con el ejército de Isaac y se retiraron a saquear al valle del Río Estrimón. Isaac intentó alcanzarlos, pero lo hizo impetuosamente, por lo que sus hombres y los caballos estaban agotados; el propio Isaac fue apresado en una emboscada tendida por soldados cumanos, y su ejército fue derrotado y regresó a Serres. Isaac fue llevado ante Asen, y enviado a la capital búlgara Tarnovo, donde fue encarcelado.
Según un relato transmitido por Coniata, Isaac jugó un papel destacado en el asesinato de Asen por el boyardo Ivanko, descontento con Asen, al que supuestamente prometió la mano de su hija Teodora a cambio. Sin embargo, Isaac murió en prisión en la primavera de 1196, antes del asesinato de Asen.

## Familia

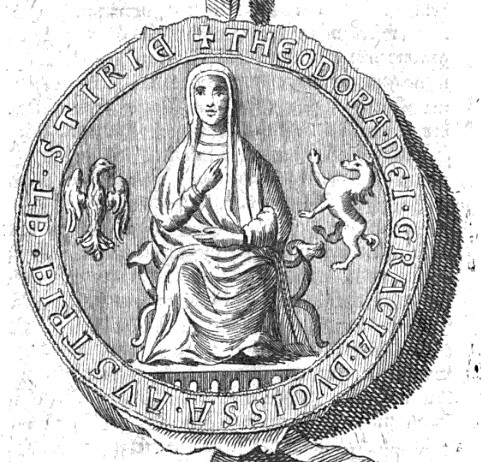
Sello de Teodora, hija de Isaac, como duquesa de Austria.

Con su esposa Ana, Isaac fue padre de Teodora Ángelo. A pesar de ser solamente una niña, Teodora fue prometida al búlgaro Ivanko, que entró al servicio Imperial, con el fin de consolidar su lealtad. Por su corta edad, el matrimonio, si alguna vez existió, nunca fue consumado; Teodora permaneció en Constantinopla, mientras que Ivanko se rebeló en 1199, únicamente para ser capturado y encarcelado. En 1203, Teodora se casó con Leopoldo VI, Duque de Austria.
Tras la muerte de Isaac, su esposa se casó en 1199/1200, con Teodoro I Láscaris, futuro fundador del Imperio de Nicea.